# Jyske kyst
Jyske kyst er en dansk dokumentarfilm fra 1954, der er instrueret af Søren Melson efter manuskript af Theodor Christensen.

## Handling
Kampen med naturen er temaet i filmen om den jyske vestkyst. Havet og det fygende sand truer uophørlig med at rive ned, hvad mennesker byggede op, at ødelægge, hvad de såede. Generationers stadige kamp gjorde dog vilkårene bedre. Fyrenes lange vifter af lys, radioens kalden, redningsmænds indsats, fiskernes styrke gjorde gjorde livet til at leve. Kutternes motordunk over havet, det solblinkende eller stormfulde, fortæller det. Men bag den lange strand ligger gravene, der beretter om den evige kamp, der koster.